# 11444 Peshekhonov
11444 Peshekhonov (1978 QA2) là một tiểu hành tinh vành đai chính được phát hiện ngày 31 tháng 8 năm 1978 bởi N. S. Chernykh ở Đài vật lý thiên văn Crimean.